# Finn Surman
Finn Surman (Christchurch, 23 de septiembre de 2003) es un futbolista neozelandés que juega en la demarcación de defensa para el Portland Timbers de la Major League Soccer.

## Selección nacional
Tras jugar en las categorías inferiores de la selección, finalmente hizo su debut con la selección de fútbol de Nueva Zelanda el 17 de noviembre de 2023 en un encuentro amistoso contra Grecia que finalizó con un resultado de 2-0 a favor del combinado griego tras los goles de Giorgos Giakoumakis y Giannis Konstantelias.

## Clubes
| Club                         | País           | Año       | Partidos | Goles |
| ---------------------------- | -------------- | --------- | -------- | ----- |
| Selwyn United FC             | Nueva Zelanda  | 2019      | 1        | 0     |
| Wellington Phoenix Reserves  | Nueva Zelanda  | 2019-2023 | 20       | 0     |
| Lower Hutt City AFC (cedido) | Nueva Zelanda  | 2021      | 17       | 1     |
| Wellington Phoenix FC        | Nueva Zelanda  | 2021-2024 | 53       | 1     |
| Portland Timbers             | Estados Unidos | 2024-     | 19       | 0     |

## Palmarés

### Títulos internacionales
| Título                         | Equipo        | Sede         | Año  |
| ------------------------------ | ------------- | ------------ | ---- |
| Copa de las Naciones de la OFC | Nueva Zelanda | Fiyi Vanuatu | 2024 |